# Rauhigkeit (Akustik)

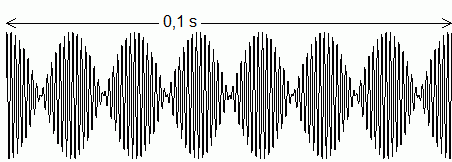
Beispiel: Zwei Sinustöne 1000 Hz und 1070 Hz (Bei 60 dB = 1 Asper)
gleichzeitig Datei:Asper.ogg
1000Hz allein. Der Ton Datei:sinus1000hz.ogg

Die Rauhigkeit ist in der Physik eine psychoakustische Empfindungsgröße, die besonders bei frequenz- und amplitudenmodulierten Schallen wahrgenommen wird. Vor allem Schalle mit Modulationsfrequenzen zwischen ungefähr 30 und 300 Hz rufen Rauhigkeit hervor, z. B. das schnarrende bzw. brummende Geräusch eines fliegenden Käfers oder ein Elektro- bzw. Kolbenmotor.
Die Rauhigkeit lässt sich durch ein aufwendiges Rechenverfahren nachbilden. Ein hierfür entwickeltes Verfahren bildet die Wahrnehmung von realistischen Geräuschen recht gut nach.

## Maßeinheit
Die Rauhigkeit eines Geräuschs (Klangs) wird durch Hörversuche ermittelt und in der Maßeinheit asper angegeben. Ein Asper entspricht der Rauhigkeit eines zu 100 % mit 70 Hz amplitudenmodulierten 1-kHz-Sinustons bei einem Schalldruckpegel von 60 dB.

## Rauhigkeit von Akkorden
Beispiel:
In reiner Stimmung hört man bei der reinen Terz (Frequenzverhältnis 5:4, 386 Cent) keine Schwebung in den Obertönen. 
Die „geschärfte“ Terz in gleichstufiger (400 Cent) wird als rau empfunden, da sich die Obertöne "reiben".
| A-Dur-Kadenz | Rein: gleichstufig: |

 Siehe: Intonation (Musik)